# Stade Roger-Serzian
Stade Roger-Serzian is een voetbal- en atletiekstadion in Belfort. Het stadion werd geopend op 6 mei 1990 en is de thuisbasis van de voetbalclub ASM Belfort. Het stadion heeft een capaciteit van 5.500 toeschouwers.
Het complex bestaat uit een kunstgras voetbalveld en een omringende atletiekbaan. De sportruimte is voorzien van twee zalen waarin onder meer volleybal, badminton, klimmen en ritmische gymnastiek wordt beoefend.